# Pat Haggerty (Schiedsrichter)
Patrick „Pat“ Andrew Haggerty (* 30. Juni 1927; † 9. Dezember 1994) war ein US-amerikanischer Schiedsrichter im American Football, der von der Saison 1965 bis 1992 in der NFL tätig war. Er war Schiedsrichter der Super Bowls XIII, XVI und XIX und trug die Uniform mit der Nummer 40, außer in den Spielzeiten zwischen 1979 und 1981, in denen er die Nummer 4 zugewiesen bekam.

## Karriere

### College Football
Vor dem Einstieg in die NFL arbeitete er als Schiedsrichter im College Football in der Big Eight Conference und Western Athletic Conference.

### National Football League
Haggerty begann im Jahr 1965 seine NFL-Laufbahn.
Er leitete die Super Bowls XIII, XVI und XIX.
Nach seinem Rücktritt als Hauptschiedsrichter ernannte die NFL Ron Blum als Nachfolger.